# Cultural y Deportiva Leonesa
La Cultural y Deportiva Leonesa è una società calcistica spagnola con sede nella città di León ed è fondata nel 5 agosto 1923. Milita in Segunda División, la seconda serie del calcio spagnolo.
Ha partecipato nella stagione 1955-1956 alla Primera División spagnola, la massima serie spagnola.
Disputa le gare casalinghe allo stadio Stadio Reino de León, impianto municipale con 13.451 posti.

## Storia nella Liga
- Stagioni in Primera División: 1
- Stagioni in Segunda División: 15
- Stagioni in Segunda División B: 35
- Stagioni in Tercera División: 28

## Rosa 2023-2024
Aggiornata al 8 marzo 2024.
| N. |                      | Ruolo | Calciatore          |
| -- | -------------------- | ----- | ------------------- |
| 1  | Spagna (bandiera)    | P     | Miguel Bañuz        |
| 2  | Venezuela (bandiera) | D     | Víctor García       |
| 3  | Spagna (bandiera)    | D     | Jaume Pol           |
| 4  | Spagna (bandiera)    | D     | Cristian Galas      |
| 5  | Spagna (bandiera)    | D     | Èric Montes         |
| 6  | Spagna (bandiera)    | C     | Marc Rovirola       |
| 7  | Spagna (bandiera)    | C     | Pipo                |
| 8  | Spagna (bandiera)    | C     | Álvaro Juan         |
| 9  | Spagna (bandiera)    | A     | Héctor Hernández    |
| 10 | Spagna (bandiera)    | C     | Sergio Marcos       |
| 11 | Belgio (bandiera)    | C     | Andy Kawaya         |
| 12 | Argentina (bandiera) | A     | Flavio Ciampichetti |

| N. |                    | Ruolo | Calciatore          |
| -- | ------------------ | ----- | ------------------- |
| 13 | Mali (bandiera)    | P     | Samu Diarra         |
| 14 | Spagna (bandiera)  | D     | Julen Castañeda     |
| 15 | Spagna (bandiera)  | C     | José Carlos Sánchez |
| 16 | Spagna (bandiera)  | A     | Toni Abad           |
| 17 | Spagna (bandiera)  | A     | Dioni               |
| 18 | Spagna (bandiera)  | A     | Alex Escardó        |
| 19 | Spagna (bandiera)  | A     | Carlos Bravo        |
| 20 | Spagna (bandiera)  | C     | Julián Luque        |
| 21 | Francia (bandiera) | D     | Virgil Thérésin     |
| 22 | Spagna (bandiera)  | D     | Mario Sánchez       |
|    | Spagna (bandiera)  | D     | Aitor Fernández     |

## Palmarès

### Competizioni nazionali
- Segunda División: 1

1954-1955 (gruppo I)
- Segunda División B: 2

1998-1999, 2016-2017
- Primera Federación: 1

2024-2025

### Altri piazzamenti
- Segunda División:

Terzo posto: 1942-1943 (gruppo I)
- Segunda División B:

Secondo posto: 2000-2001 (gruppo II), 2001-2002 (gruppo I), 2008-2009 (gruppo I), 2019-2020 (gruppo 2)

## Tifoseria

### Gemellaggi e rivalità
La rivalità maggiormente sentita dai tifosi è quella con il Real Valladolid; oltre alla supremazia regionale, a dividere le due compagini si innesta anche un contrasto di natura politica (i tifosi leonesi infatti si oppongono all'inclusione della propria città nella comunità autonoma di Castiglia e León, di cui Valladolid è de facto capoluogo). L'inimicizia fra le due squadre, affrontatesi in Primera solamente nella stagione 1955-56, fa sì che il loro scontro sul campo meriti sovente l'appellativo di derby castigliano-leonese.

## Giocatori

### Vincitori di titoli
Campioni d'Asia
- Khaled Mohammed (Emirati Arabi Uniti 2019)

## Allenatori
- Alberto Monteagudo. Stagione 2010/2011
- Luis Cembranos. Stagioni 2011/14
- Javier Cabello. Stagione 2014/15
- Juan Ferrando. Stagione 2015/16
- Rubén de la Barrera, stagioni 2016/17 e 2017/18.
- Víctor Cea, stagione 2018/19
- José Manuel Aira, stagioni 2018/19 e 2019/20.
- David Cabello, stagione 2020/21.
- Iñigo Idiakez, stagione 2020/21.

## Presidenti
- Antonio Amilivia y Zubillaga. Presidente dell'anno in Primera División.
- Salvio Barrioluengo.
- Juan Díez Guisasola.
- Antonio García de Celis.
- Domingo Cueto Acevedo.
- Javier Baena Navalón.
- Tariq Abdulaziz Al Naam, Presidente dal 2015.